# 尿瓶
尿瓶（しびん、溲瓶、英: urinal）は、瓶の形状をした排尿用の容器である。横になっていて起き上がるのが困難な高齢者や病人が、寝ながらにして排尿する目的で多く使われる。これを使うことで、腕が動く高齢者等は排尿に関して自立することができる。

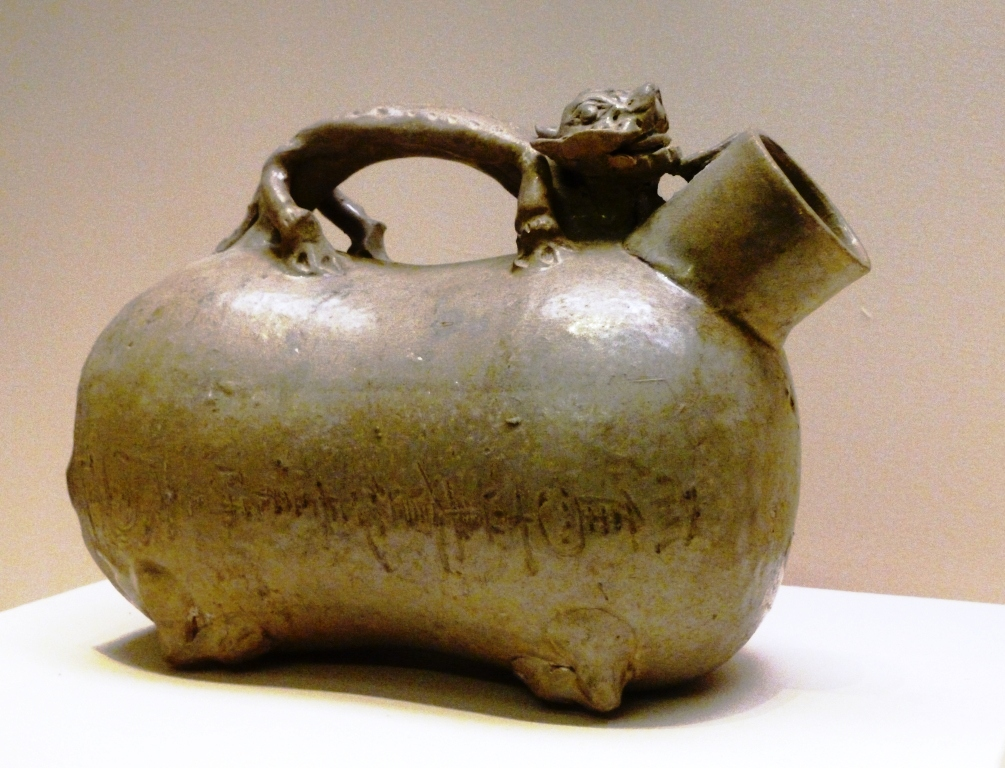
紀元前251年の青磁の尿瓶。中国の南京にて出土。

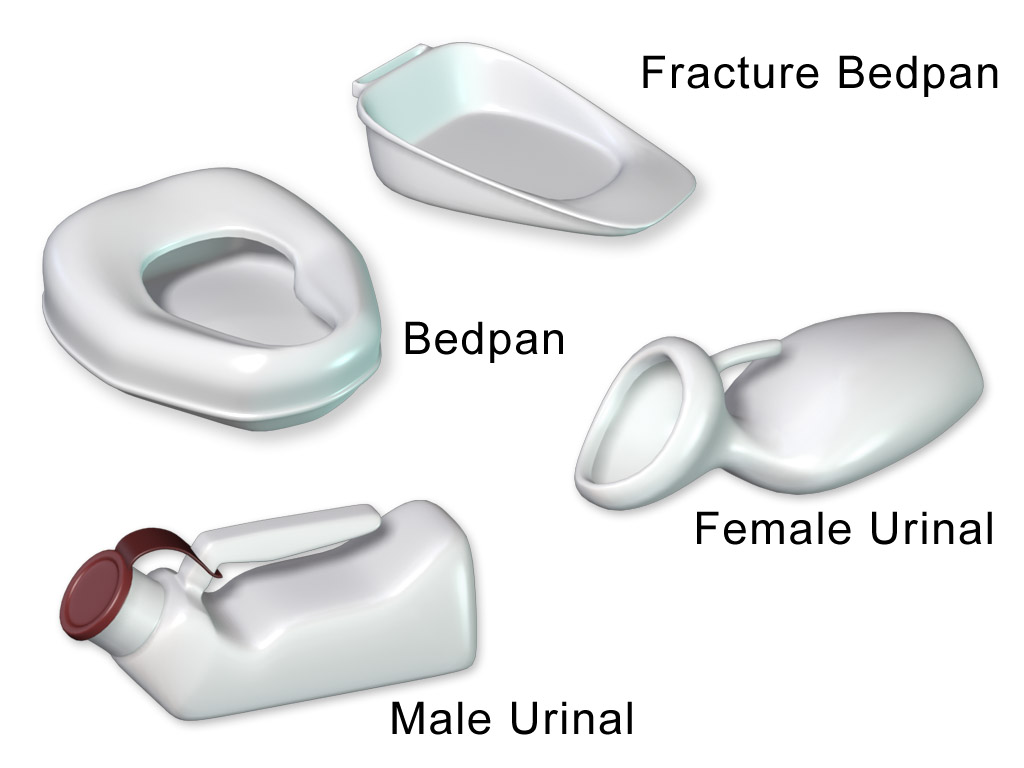
が女性用尿瓶、 が男性用尿瓶である。上二つはベッドパンと呼ばれ、尿瓶と似た役割を果たしてくれる。

尿瓶は、患者の排尿量を測定するために用いられることがある。こうした目的では、尿流量測定装置を備えたトイレや計量ジャップも活用できる。
尿瓶の長期使用については、便秘・排尿障害を引き起こす可能性が示唆されている。
男性器との適合性が高く、尿瓶は男性によく使われている。女性用の尿瓶は男性のものよりも口が広く設計されているが、使いづらく、ベッドパン (bedpan) の方がよく使われる。

## ベッドパン

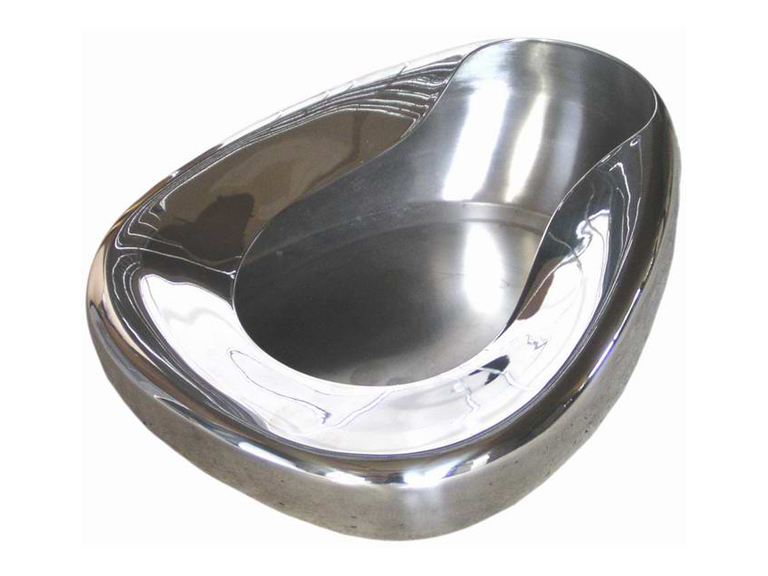
楕円形のステンレス製ベッドパン

ベッドパン（英: bedpan, bed pan）は、医療施設で寝たきりの患者の排泄に使用される受け皿であり、通常は金属、ガラス、セラミック、またはプラスチックで作られている。ベッドパンは、排尿と排便の両方に使用することができる。対象となる多くの疾患、アルツハイマー病、パーキンソン病、脳卒中、認知症などでは、ベッドパンの使用を必要とする患者をベッドから移動させずに排泄管理ができる。また、一時的な病気、怪我、または手術の回復期の患者に用い、一時的にベッドで排泄管理ができる。
ベッドパンは通常、ステンレス製のものが多く、掃除がしやすく耐久性に優れているが、冷たくて硬く、使い心地が悪い場合がある。また、製品によっては、支持する部分が非常に小さく、長時間の使用により褥瘡を引き起こすことがある。これらの問題を解決するために、人間工学に基づいたベッドパンが開発されており、これは、導電性の低いプラスチックのより広い面積で患者を支持するものである。いくつかのデザインは、使用中に性器を完全にカバーするため、保護とプライバシーの配慮を提供する。一方で、プラスチックは滅菌がより困難であり、微生物の温床となる可能性がある。
骨折用ベッドパンは、標準サイズのベッドパンよりも小さく、一端が平らになっている。これらのベッドパンは、骨盤骨折した患者や人工股関節置換術から回復中の患者のために特別に設計されている。このタイプのベッドパンは、腰を十分に高く上げることができない、または通常のサイズのベッドパンの上に転がる（roll over）ことができない患者に使用されることがある。
近年、英国の病院では、再生木材パルプ（成形パルプ）を使用した使い捨てのベッドパンライナーがより広く使用されるようになってきており、二次汚染のリスクが減少している。もう一つの選択肢は、プラスチック製のベッドパンライナーである。一部のライナーは生分解性プラスチックでできており、はねやこぼれをなくすために吸収性の粉末を含んでいる。ライナーは、感染を減らすために病院で使用され、在宅医療にも使用されている。